# Авиационные происшествия 2003 года
В данном списке перечислены происшествия в гражданской и военной авиации, произошедшие в 2003 году и повлёкшие за собой потерю летательного аппарата и/или человеческие жертвы. В список не входят потери, произошедшие в зонах активных военных конфликтов. Всего за 2003 год в 162 авиакатастрофах погибло 1204 человека.
В графе «Жертвы» через косую черту указаны число погибших/число выживших (например, 5/1 — 5 погибших, 1 выживший). Все происшествия представлены в хронологическом порядке, могут быть отсортированы по типу летательного аппарата и по эксплуатанту.
Список составлен на основе открытых источников, является неполным и может содержать неточности.

## Гражданская авиация

### Самолёты
| Дата       | Тип ЛА                     | Эксплуатант                              | Номер       | Место                             | Жертвы   | Примечания                                  |
| ---------- | -------------------------- | ---------------------------------------- | ----------- | --------------------------------- | -------- | ------------------------------------------- |
| 8 января   | Avro RJ100                 | Turkish Airlines                         | TC-THG      | Диярбакыр (Турция)                | 75/5     | Разбился при посадке                        |
| 8 января   | Beechcraft 1900D           | Air Midwest                              | N233YV      | Шарлотт (Северная Каролина, США)  | 21/0     | Разбился сразу после взлёта                 |
| 9 января   | Fokker F28-1000 Fellowship | TANS Perú                                | OB-1396     | аэропорт Чачапояс (Перу)          | 46/0     | Разбился на подлёте к аэропорту             |
| 1 марта    | Let L-410 Turbolet         | Частное лицо                             | FLARF-01032 | Борки (Россия)                    | 11/14    | Развалился в воздухе                        |
| 6 марта    | Боинг 737-2T4              | Air Algérie                              | 7T-VEZ      | аэропорт Таманрассет, (Алжир)     | 102/1    | Разбился при взлёте                         |
| 26 мая     | Як-42Д                     | UM Airlines                              | UR-42352    | близ Трабзона (Турция)            | 75/0     | Столкновение с горой                        |
| 8 июля     | Boeing 737-2J8C            | Sudan Airways                            | ST-AFK      | близ аэропорта Порт-Судан (Судан) | 117/0    | Отказ двигателя, дезориентация экипажа      |
| 17 ноября  | Ан-12БП                    | Sarit Airlines                           | ST-SAA      | Судан                             | 13/0     | Разбился при подлёте к аэропорту            |
| 25 декабря | Боинг 727-223              | Union des Transports Africains de Guinée | 3X-GDO      | Бенин                             | 3+138/22 | Выкатился за пределы ВПП в океан при взлёте |

### Вертолёты
| Дата       | Тип ЛА | Эксплуатант                      | Номер | Место              | Жертвы | Примечания                                                                  |
| ---------- | ------ | -------------------------------- | ----- | ------------------ | ------ | --------------------------------------------------------------------------- |
| 20 августа | Ми-8   | ГУП «Халактырские авиаперевозки» | 25194 | Камчатская область | 20/0   | Разбился в результате соударения лопастей несущего винта с хвостовой балкой |

## Государственная авиация

### Самолёты
| Дата       | Тип ЛА                           | Эксплуатант                        | Номер       | Место                                     | Жертвы | Примечания                        |
| ---------- | -------------------------------- | ---------------------------------- | ----------- | ----------------------------------------- | ------ | --------------------------------- |
| 22 января  | F-5                              | ВВС Испании                        |             | пр. Бадахос, Испания                      | 1/1    | Разбился, попав в грозу.          |
| 19 февраля | Ил-76                            | Корпус стражей Исламской революции | 15-2280     | Горы Кухе-Джупар, 35 км от Кермана (Иран) | 275/0  | Столкновение с горой              |
| 24 февраля | F-16C Block 30A «Файтинг Фалкон» | ВВС Израиля                        | 310 86-1603 | р-н Дженина, Палестинская автономия       | 0/1    | Отказ двигателя.                  |
| 24 февраля | L-159                            | ВВС Чехии                          |             | р-н Пршибрама, Чехия                      | 1/0    | [ 8 ]                             |
| 2 апреля   | L-39 «Альбатрос»                 | ВВС Йемена                         |             | Йемен                                     | 2/0    | [ 9 ]                             |
| 22 декабря | F-16C Block 40F «Файтинг Фалкон» | ВВС Турции                         | 90-0015     | р-н Бандирмы, Турция                      | 0/1    | Разбился по техническим причинам. |

### Вертолёты
| Дата  | Тип ЛА | Эксплуатант | Номер | Место           | Жертвы | Примечания |
| ----- | ------ | ----------- | ----- | --------------- | ------ | --- |
| 3 мая | Ми-26  | МЧС России  |       | Читинский район | 12/0   | Разбился от удара об землю после того, как за хвостовой винт вертолета зацепился трос, который удерживал водосливное устройство |